# Fernán-Núñez
Fernán-Núñez est une commune de la communauté autonome d'Andalousie, dans la province de Cordoue, en Espagne.

## Géographie
Fernán-Núñez est une commune espagnole, dans la province de Cordoue en Andalousie.

## Administration
| Période                                  | Période | Identité                   | Étiquette | Qualité |
| ---------------------------------------- | ------- | -------------------------- | --------- | ------- |
| 2011                                     |         | Francisca Elena Ruiz Bueno | IU        | Maire   |
| 2007                                     | 2011    | Isabel Niñoles Ferrández   | PSOE      | Maire   |
| Les données manquantes sont à compléter. |         |                            |           |         |

## Lieux et monuments
- Palais Ducal
- Église de Santa Marina
- Église de la Vera Cruz
- Ermita de la Caridad
- Ermita del Calvario
- Ermita de San Sebastián
- Cruz de los Desamparados

## Galerie

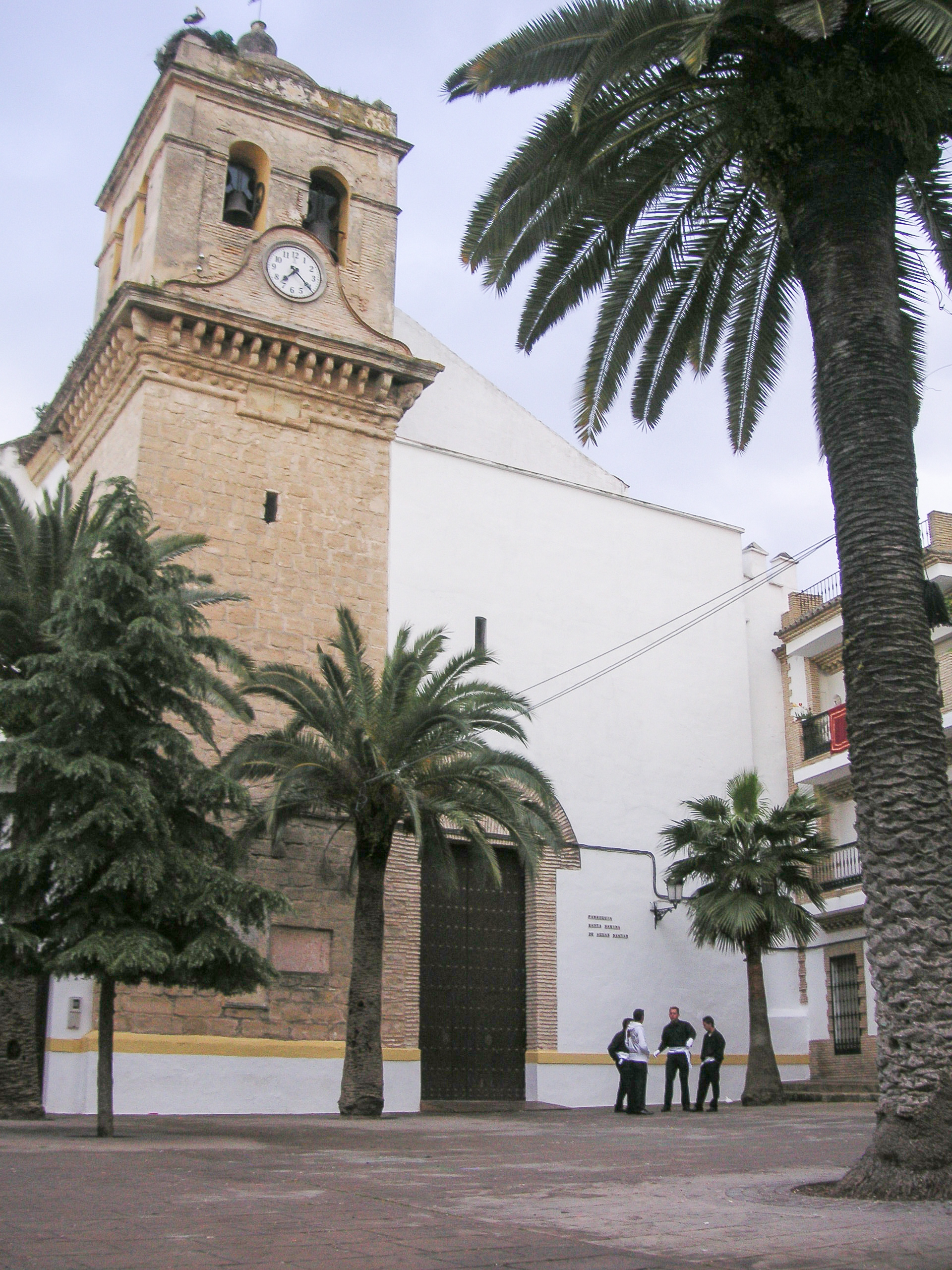
Église de Santa Marina
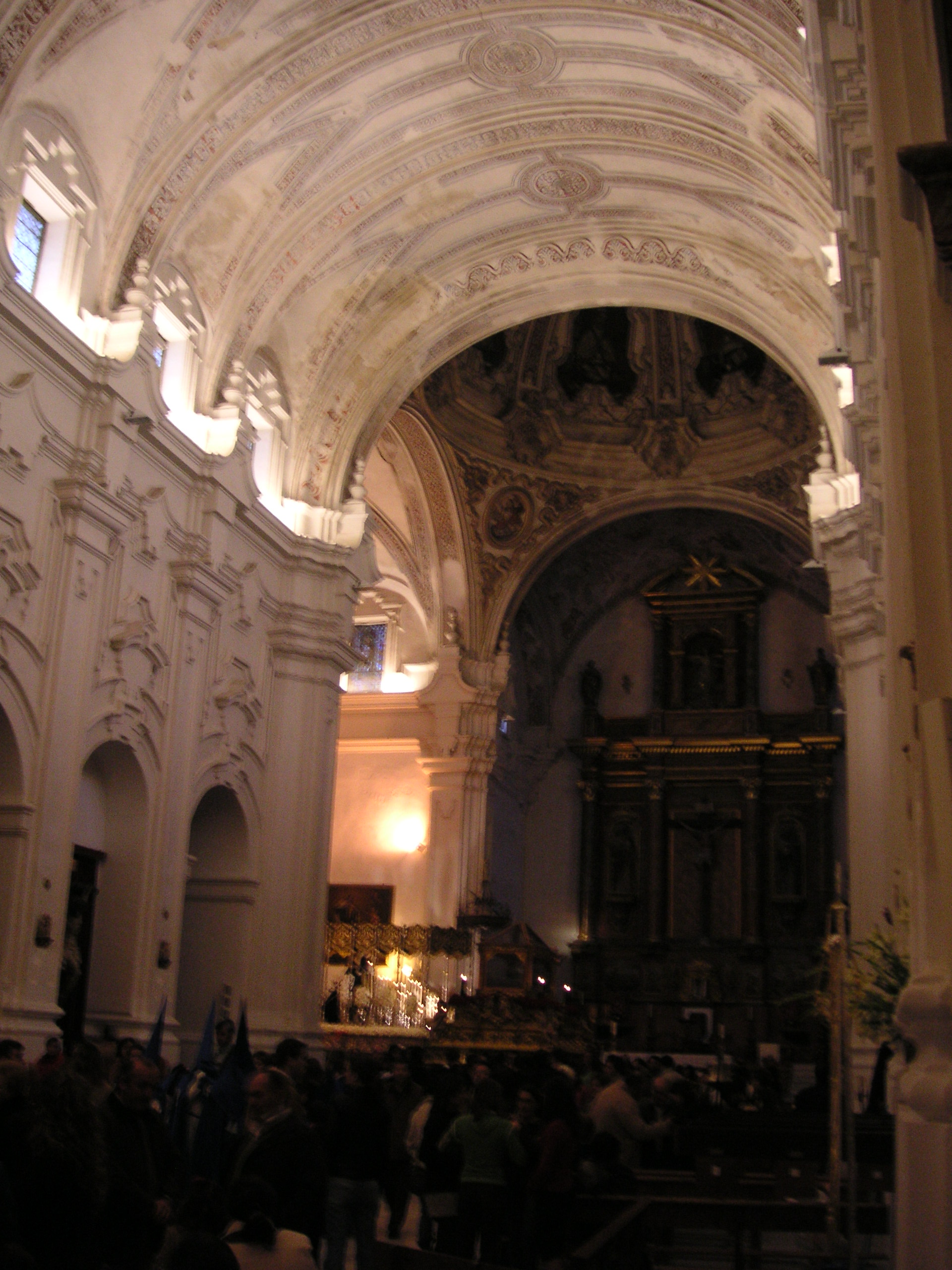
Intérieur de l'église de Santa Marina
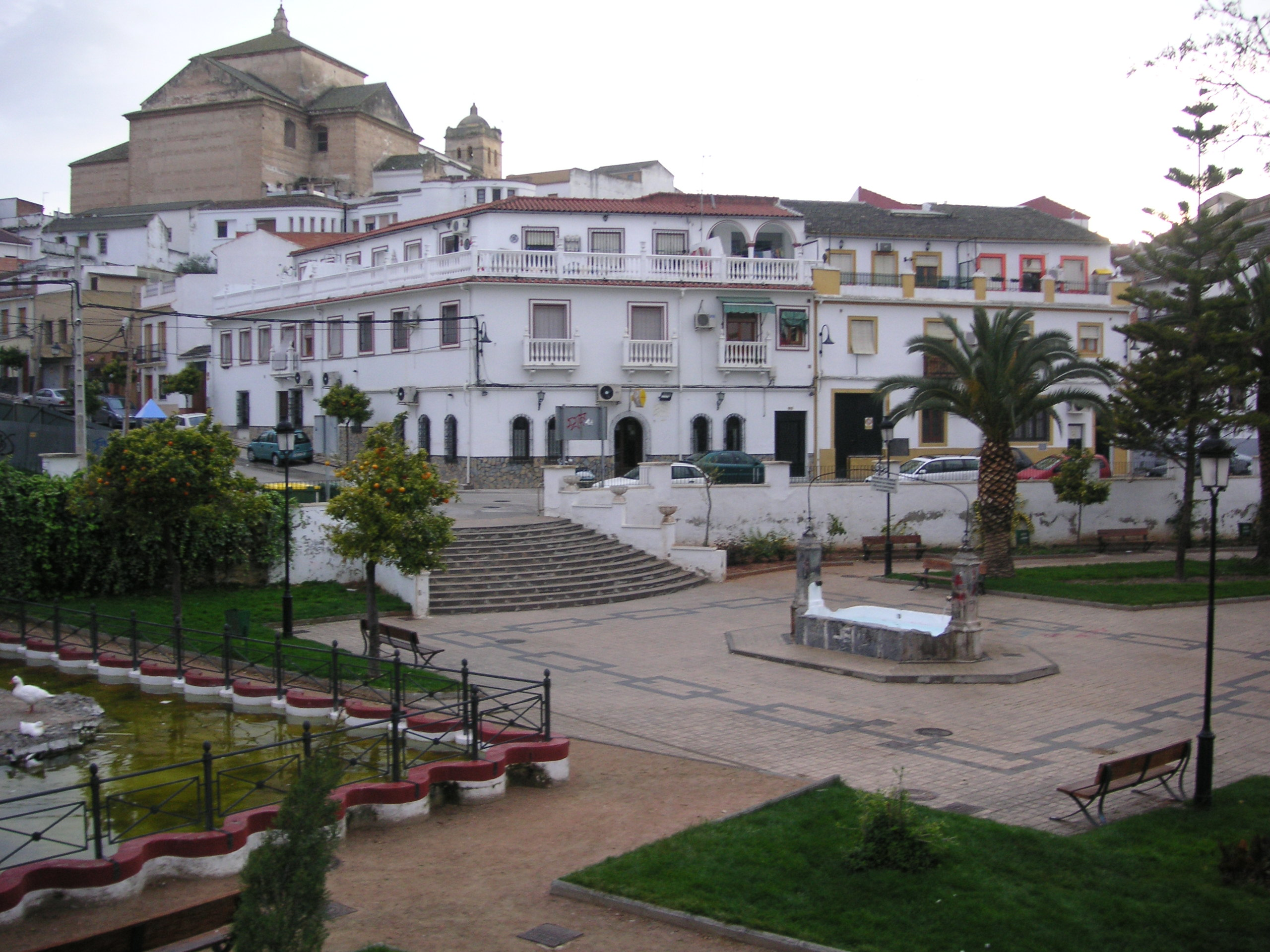
Vue panoramique de las Fuentes, au fond église de Santa Marina
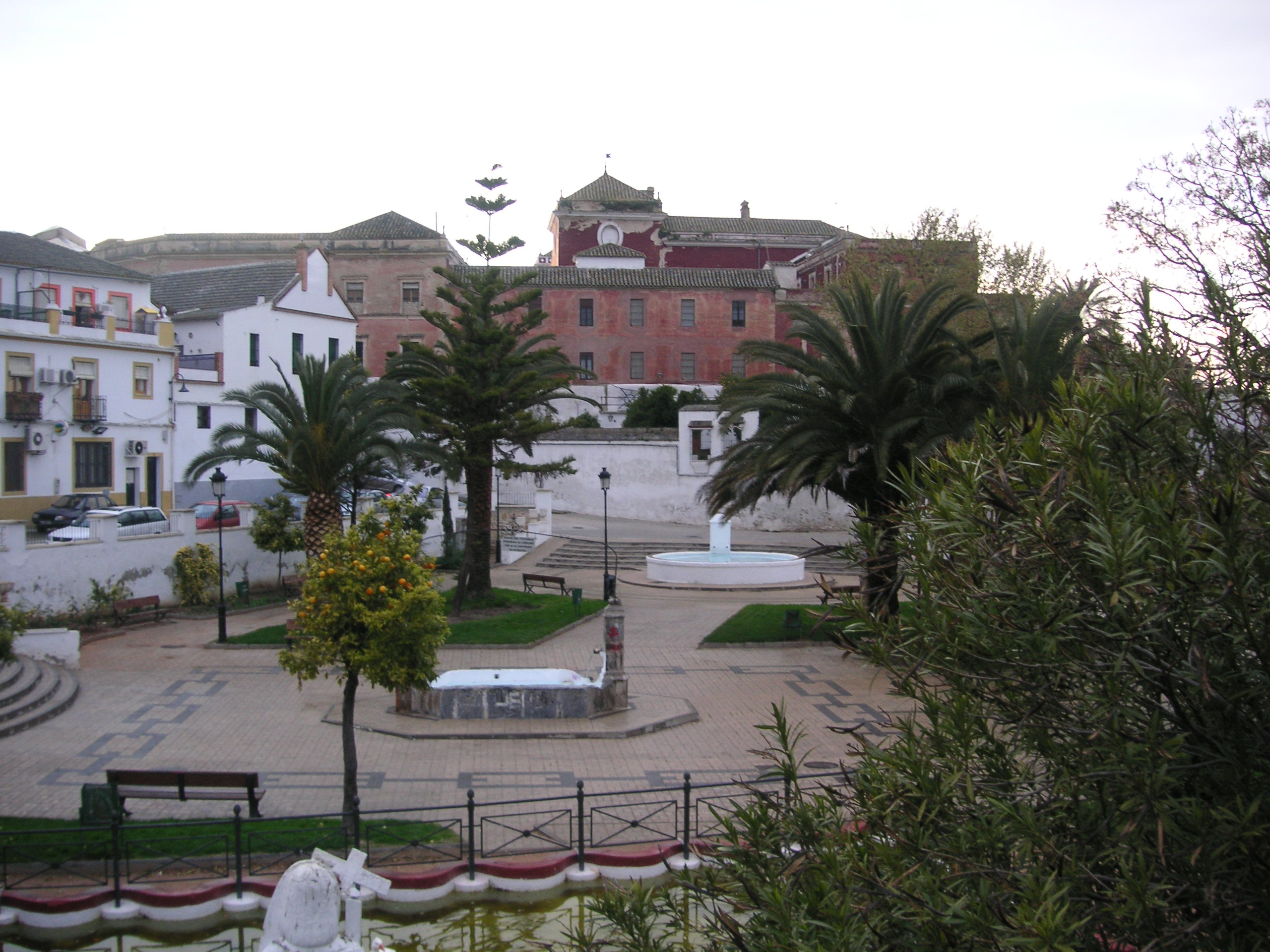
Vue panoramique de las Fuentes, au fond le Palais Ducal